# Agrostis stolonifera
Agrostis stolonifera es una especie de planta herbácea de la familia de las poáceas.

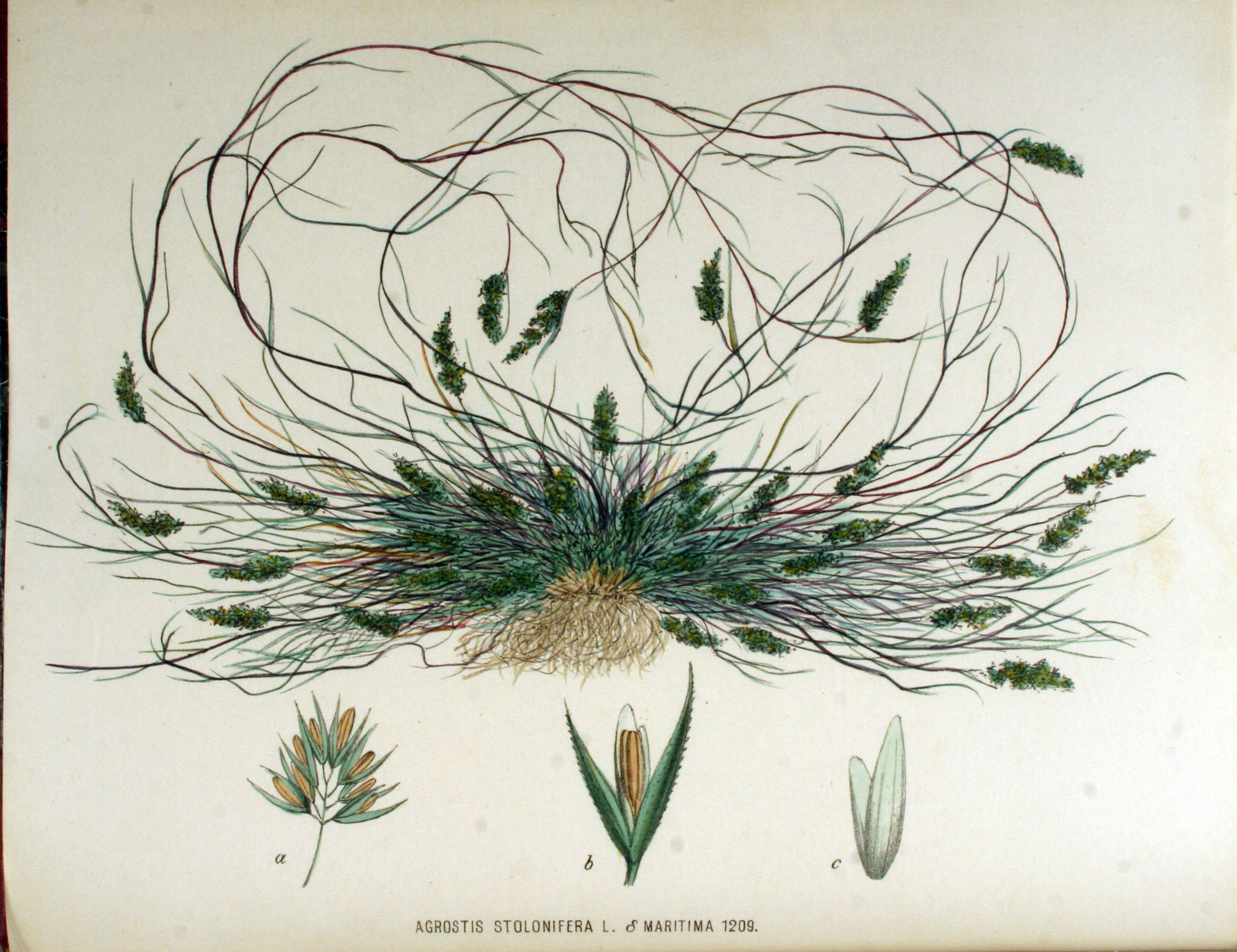
Ilustración en Flora Batava

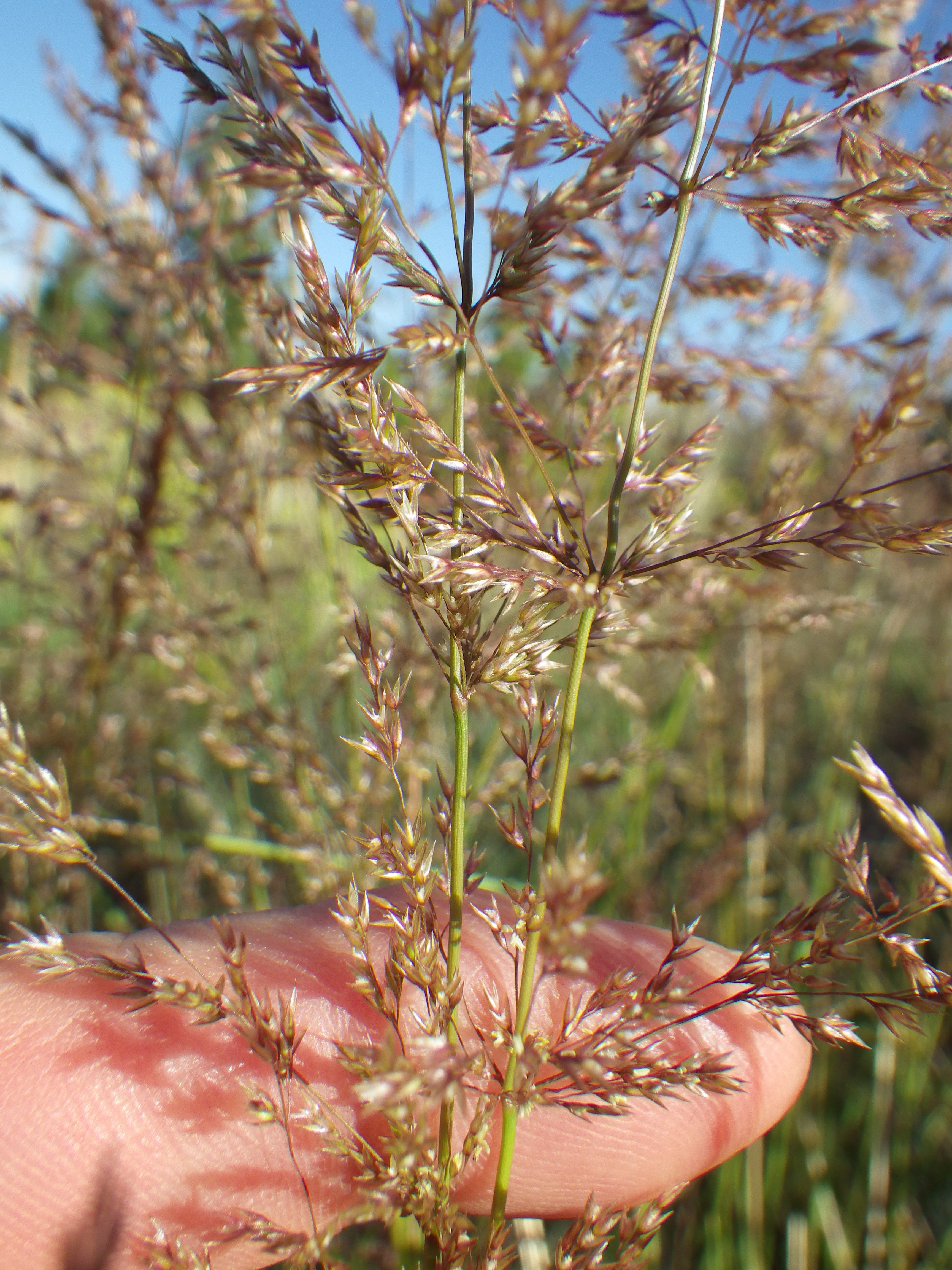
Vista de la planta

## Descripción
Agrostis stolonifera es una planta perenne, estolonífera, rara vez cespitosa. Tallos de 35-80 cm, generalmente decumbentes o ascendentes, glabros. Hojas densamente dispuestas en los brotes basales, con lígula de (1,5-) 2-10 mm, obtusa o subaguda; limbo de 2-14 cm, y 0,3-1 mm de diámetro, frecuentemente convoluto, a veces planos y de 1-4 mm de anchura. Panícula de 3-9 cm y densa o de 8-17 cm y laxa, con ramas y pedúnculos densamente escábridos. Pedúnculos más cortos o tan largos como las espiguillas. Espiguillas de 1,5-2,5 mm. Glumas ligeramente desiguales, elípticas, subagudas, herbáceas o escariosas, frecuentemente escábridas, al menos en la quilla. Lema de 1,3-1,7 mm, truncada y dentada, con 5 nervios generalmente no prolongados más allá del ápice, los laterales normalmente menos marcados que los otros 3, mútica o con arista dorsal corta, glabra o escábrida en la mitad inferior. Callo con pelos cortos y escasos. Pálea de (1/2-) 2/3-3/4 de la longitud de la lema. Anteras de 0,8-1,2 mm. Cariopsis de 1 x 0,4 mm. Tiene un número de cromosomas de 2n = 28, 30, 32, 35, 42, 44, 46. Florece de junio a agosto.

## Distribución
Se encuentra sobre suelos arenosos húmedos. Frecuente. Distribución general. Hemisferio Norte; introducido en Australia y Suramérica.

## Taxonomía
Agrostis stolonifera fue descrita por Carlos Linneo y publicado en Species Plantarum 1: 62. 1753.
Citología
Número de cromosomas de Agrostis stolonifera (Fam. Gramineae) y táxones infraespecíficos: n=14; 2n=28
Etimología
Ver: Agrostis
stolonifera: epíteto latino que significa "con estolones".
Sinonimia
- Agrostis adscendens Lange

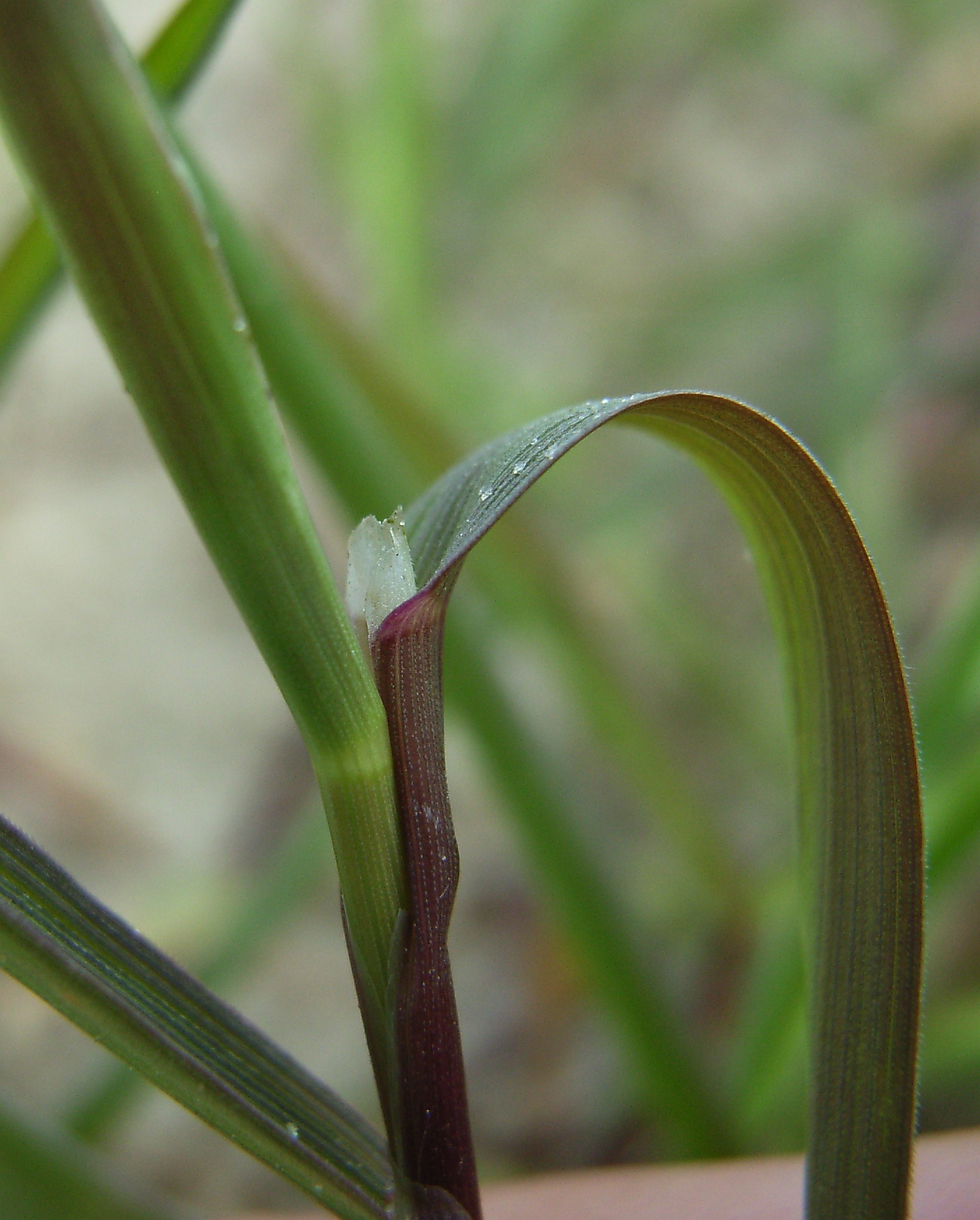
Lígula

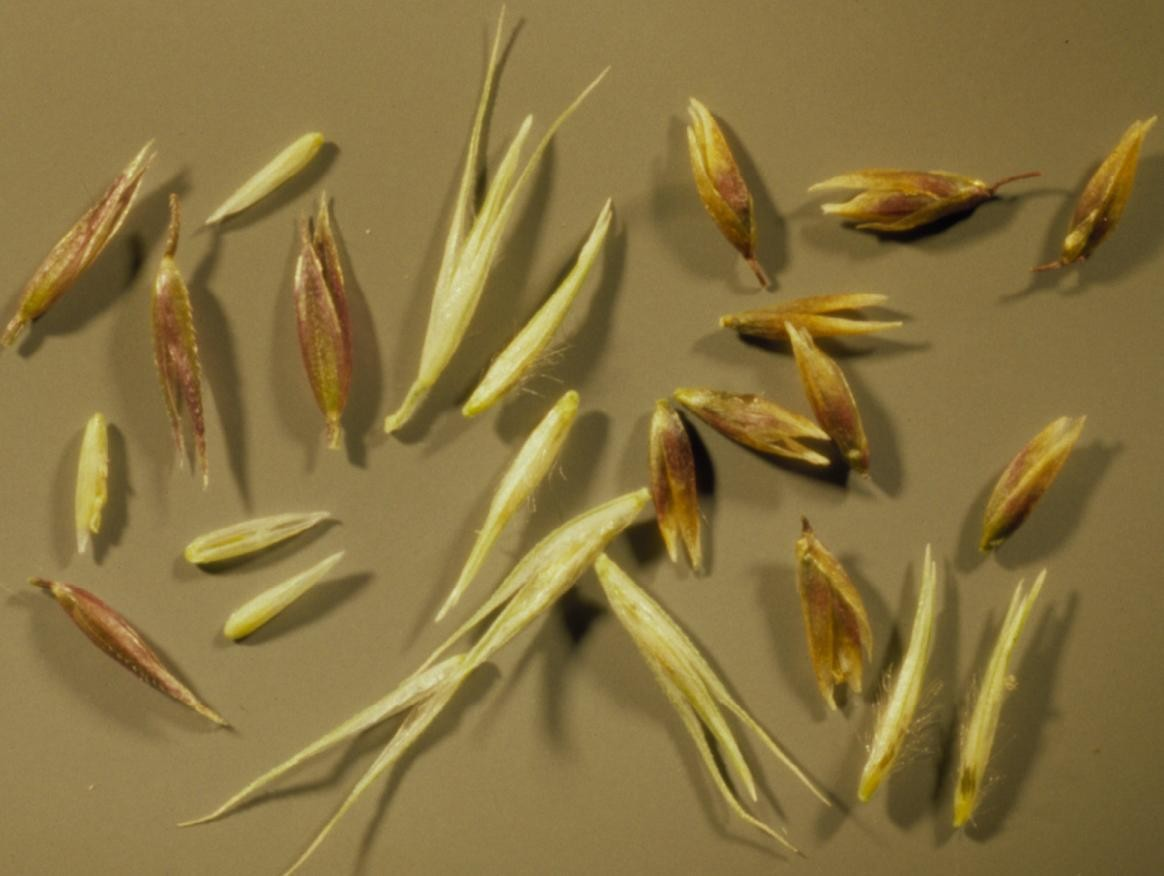
Semillas

- Agrostis alba subsp. stolonifera (L.) V.Jir sek
- Agrostis alba var. alba L.
- Agrostis alba L.
- Agrostis albida Trin.
- Agrostis filifolia Link
- Agrostis gaditana (Boiss. & Reut.) Nyman
- Agrostis maritima Lam.
- Agrostis scabriglumis Boiss. & Reut.
- Agrostis stolonizans Besser
- Agrostis zerovii Klokov
- Agrostis albida Trin.
- Agrostis ambigua Roem. & Schult.
- Agrostis aristulata C.Muell.
- Agrostis aspera Weber
- Agrostis × bodaibensis Peschkova
- Agrostis brevis Knapp
- Agrostis bryoides Dumort.
- Agrostis caespitosa Gaudich.
- Agrostis caespitosa Gaudich. ex Mirb.
- Agrostis candollei Parl.
- Agrostis capillaris var. stolonifera (L.) Druce
- Agrostis decumbens Host
- Agrostis decumbens Hall. f. ex Gaudin
- Agrostis densissima (Hack.) Druce
- Agrostis depressa Vasey
- Agrostis difficilis Hemsl.
- Agrostis diluta Kurczenko
- Agrostis dulcis (Pers.) Sibth. ex Kunth
- Agrostis eliasii Sennen
- Agrostis exarata var. stolonifera Vasey
- Agrostis flava O.F.Müll.
- Agrostis flavida Schur
- Agrostis glaucescens (J.Presl) Spreng.
- Agrostis glaucescens Opiz ex Steud.
- Agrostis gracilis Kit.
- Agrostis insignita Schur
- Agrostis intermedia Balb.
- Agrostis jacutica Schischk.
- Agrostis karsensis Litv.
- Agrostis kitaibelii Schult.
- Agrostis langei Nyman
- Agrostis lapponica Montell
- Agrostis macrantha Schischk.
- Agrostis multicaulis Kit.
- Agrostis mutabilis Knapp
- Agrostis neglecta Schult.
- Agrostis nemoralis Phil.
- Agrostis obliqua Trin.
- Agrostis palustris Huds.
- Agrostis palustris var. palustris
- Agrostis palustris var. stolonifera (L.) Druce
- Agrostis patula Gaudin
- Agrostis pauciflora Schrad.
- Agrostis pauciflora Zapal.
- Agrostis polymorpha var. palustris (Huds.) Huds.
- Agrostis polymorpha var. stolonifera (L.) Huds.
- Agrostis procumbens Roem. & Schult.
- Agrostis prorepens (W.D.J. Koch) G. Mey. ex Asch.
- Agrostis prostrata Hook.f.
- Agrostis pseudoalba Klokov
- Agrostis pubescens Gray
- Agrostis pumila Peterm.
- Agrostis reptans Rydb.
- Agrostis robinsonii Druce
- Agrostis salina Dumort.
- Agrostis scabrida Maire & Trab.
- Agrostis sibirica Petrov
- Agrostis sibthorpii Steud.
- Agrostis sicula Kunth
- Agrostis signata Schur
- Agrostis sinaica Boiss.
- Agrostis sokolovskajae Prob.
- Agrostis spicata Wulfen
- Agrostis spicigera H.Lindb.
- Agrostis straminea Hartm.
- Agrostis tenuis var. stolonifera (L.) Podp.
- Agrostis transcaspica Litv.
- Agrostis trichotoma Kit.
- Agrostis trichotoma Steud.
- Agrostis valentina Roem. & Schult.
- Agrostis varia Host
- Agrostis virletii E.Fourn.
- Agrostis vivipara Biv. ex Roem. & Schult.
- Agrostis welwitschii Steud.
- Apera palustris (Huds.) Gray
- Apera procumbens Steud.
- Decandolia stolonifera (L.) T.Bastard
- Milium maritimum (Lam.) Clem. & Rubio
- Milium stoloniferum (L.) Lag.
- Panicum verticillatum Ucria
- Sporobolus arenarius var. gaditanus (Boiss. & Reut.) T. Durand & Schinz
- Sporobolus gaditanus Boiss. & Reut.
- Sporobolus gaudichaudii (Steud.) Albov
- Sporobolus virginicus var. gaditanus (Boiss. & Reut.) Kerguélen
- Vilfa decumbens (Gaudich.) P.Beauv.
- Vilfa dulcis (Poir.) P.Beauv.
- Vilfa gaditana (Boiss. & Reut.) Steud.
- Vilfa gaudichaudii Steud.
- Vilfa glaucescens C.Presl
- Vilfa maritima (Lam.) P.Beauv.
- Vilfa patula (Gaudich.) P.Beauv.
- Vilfa stolonifera (L.) P.Beauv.[7][8]

Nombres comunes
- Castellano: hierba rastrera, hierba rastriega, hopillo, jopillo, rastrera, rastriega, vallico estolonífero,[9] heno gris.

## Cultivo
Es la especie más comúnmente utilizada de Agrostis.
La capacidad del tussok permanece apetecible y verde en el verano lo que se valora para el ganado de forraje, además de que también proporciona una buena cobertura en la altiplanicie a las aves acuáticas. 
Se utiliza para el césped de jardines y paisajes, sobre todo en campos de golf.
También es un cultivo transgénico desarrollado para fines comerciales; la primera polinizada por el viento y herbácea no alimentaria que ha sido modificada genéticamente.